# 10144 Bernardbigot
10144 Bernardbigot este o planetă minoră (asteroid), cu un diametru de 7,065 km, din centura de asteroizi. A fost descoperită pe 9 ianuarie 1994 la Yatsugatake South Base Observatory⁠(d) de Yoshio Kushida⁠(d). 
Obiectul prezintă o orbită caracterizată de o semiaxă mare de 2,9329727 UAi, o excentricitate de 0,03, o înclinație de 0,76857 ° în raport cu ecliptica.